# Rachid Neqrouz
Rachid Alneqrouz (in arabo راشد النقروز‎?; Al-Rashidiyya, 10 aprile 1972) è un ex calciatore marocchino, di ruolo difensore.

## Caratteristiche tecniche
Rachid Alneqrouz era un difensore centrale. Poteva anche essere adattato nel ruolo di terzino, sia destro che sinistro, o nella posizione di libero. Aveva anche un ottimo tiro dalla distanza, anche se sfruttava relativamente poco questa sua dote, e si distingueva per la grinta e per gli atteggiamenti sopra le righe che aveva in campo.

## Carriera

### Club
Ha iniziato la propria carriera nel calcio europeo in Svizzera vestendo per quattro campionati la maglia giallo nera degli Young Boys, tre nella Lega Nazionale A, dal 1994 al 1997, e uno nella Challenge League, stagione 1997-1998. Con la squadra di Berna ha disputato 100 incontri, totalizzando 7 reti.
Nel 1997 si è trasferito in Italia al Bari, dove è rimasto fino al 2003, anno in cui ha annunciato il ritiro. Nei suoi sei anni pugliesi è sempre stato titolare, scendendo in campo per 159 volte e segnando 6 reti, e ricoprendo il ruolo di capitano dall'agosto del 2000 fino al ritiro.

### Nazionale
Ha partecipato ai mondiali di USA 1994 e Francia 1998 con la nazionale marocchina.

## Controversie
Nel 1999 ha inseguito per le vie di Poggiofranco un ladro che gli ha rubato l'auto.
Nel 2004 è stato arrestato per aver distrutto un pub il cui gestore aveva rifiutato di dargli da bere.

## Statistiche

### Cronologia presenze e reti in nazionale
| Cronologia completa delle presenze e delle reti in nazionale ― Marocco | Cronologia completa delle presenze e delle reti in nazionale ― Marocco | Cronologia completa delle presenze e delle reti in nazionale ― Marocco | Cronologia completa delle presenze e delle reti in nazionale ― Marocco | Cronologia completa delle presenze e delle reti in nazionale ― Marocco | Cronologia completa delle presenze e delle reti in nazionale ― Marocco | Cronologia completa delle presenze e delle reti in nazionale ― Marocco | Cronologia completa delle presenze e delle reti in nazionale ― Marocco |
| Data                                                                   | Città                                                                  | In casa                                                                | Risultato                                                              | Ospiti                                                                 | Competizione                                                           | Reti                                                                   | Note                                                                   |
| ---------------------------------------------------------------------- | ---------------------------------------------------------------------- | ---------------------------------------------------------------------- | ---------------------------------------------------------------------- | ---------------------------------------------------------------------- | ---------------------------------------------------------------------- | ---------------------------------------------------------------------- | ---------------------------------------------------------------------- |
| 6-2-1994                                                               | Sharja                                                                 | Marocco                                                                | 2 – 1                                                                  | Slovacchia                                                             | Amichevole                                                             | -                                                                      |                                                                        |
| 20-4-1994                                                              | Salta                                                                  | Argentina                                                              | 3 – 1                                                                  | Marocco                                                                | Amichevole                                                             | -                                                                      |                                                                        |
| 29-6-1994                                                              | Orlando                                                                | Marocco                                                                | 1 – 2                                                                  | Paesi Bassi                                                            | Mondiali 1994 - 1º turno                                               | -                                                                      |                                                                        |
| 13-11-1994                                                             | Casablanca                                                             | Marocco                                                                | 1 – 0                                                                  | Costa d'Avorio                                                         | Qual. Coppa d'Africa 1996                                              | -                                                                      |                                                                        |
| 17-1-1996                                                              | Romorantin-Lanthenay                                                   | Marocco                                                                | 6 – 0                                                                  | Armenia                                                                | Amichevole                                                             | -                                                                      |                                                                        |
| 9-10-1997                                                              | Belém                                                                  | Brasile                                                                | 2 – 0                                                                  | Marocco                                                                | Amichevole                                                             | -                                                                      |                                                                        |
| 22-4-1998                                                              | Sofia                                                                  | Bulgaria                                                               | 2 – 1                                                                  | Marocco                                                                | Amichevole                                                             | -                                                                      | 46’                                                                    |
| 27-5-1998                                                              | Casablanca                                                             | Marocco                                                                | 0 – 1                                                                  | Inghilterra                                                            | Trofeo di calcio Hassan II 1998                                        | -                                                                      |                                                                        |
| 4-6-1998                                                               | Avignone                                                               | Marocco                                                                | 1 – 1                                                                  | Cile                                                                   | Amichevole                                                             | -                                                                      |                                                                        |
| 24-12-1998                                                             | Agadir                                                                 | Marocco                                                                | 4 – 1                                                                  | Bulgaria                                                               | Amichevole                                                             | -                                                                      |                                                                        |
| 24-1-1999                                                              | Conakry                                                                | Guinea                                                                 | 1 – 1                                                                  | Marocco                                                                | Qual. Coppa d'Africa 2000                                              | -                                                                      |                                                                        |
| 10-4-1999                                                              | Casablanca                                                             | Marocco                                                                | 1 – 1                                                                  | Togo                                                                   | Qual. Coppa d'Africa 2000                                              | -                                                                      |                                                                        |
| 21-12-1999                                                             | Agadir                                                                 | Marocco                                                                | 0 – 0                                                                  | Senegal                                                                | Amichevole                                                             | -                                                                      |                                                                        |
| 18-1-2000                                                              | El Jadida                                                              | Marocco                                                                | 1 – 0                                                                  | Trinidad e Tobago                                                      | Amichevole                                                             | -                                                                      |                                                                        |
| 25-1-2000                                                              | Lagos                                                                  | Marocco                                                                | 1 – 0                                                                  | Rep. del Congo                                                         | Coppa d'Africa 2000 - 1º turno                                         | -                                                                      |                                                                        |
| 3-2-2000                                                               | Lagos                                                                  | Nigeria                                                                | 2 – 0                                                                  | Marocco                                                                | Coppa d'Africa 2000 - 1º turno                                         | -                                                                      |                                                                        |
| 9-7-2000                                                               | Fès                                                                    | Marocco                                                                | 2 – 1                                                                  | Algeria                                                                | Qual. Mondiali 2002                                                    | -                                                                      |                                                                        |
| 22-11-2000                                                             | Casablanca                                                             | Marocco                                                                | 0 – 0                                                                  | Libia                                                                  | Amichevole                                                             | -                                                                      |                                                                        |
| Totale                                                                 |                                                                        | Presenze                                                               | 18                                                                     |                                                                        | Reti                                                                   | 0                                                                      |                                                                        |